# 阿南 (白族)
阿南，传说中西汉叶榆（今云南省大理市）人，叶榆酋长曼阿娜（又作曼阿奴，白族先民）的妻子。
西汉元封年间，叶榆被汉朝朝廷征讨，曼阿奴被汉朝将领郭世忠所杀，阿南被俘。阿南为避免被郭世忠强纳为妻，提出三个条件：一设帐祭奠曼阿奴，二焚烧曼阿奴的衣服，改易新衣，三告知当地人嫁娶之事。第二天，当地人被聚集起来，张松幕，在其下置火。等火烧起来，焚烧曼阿奴的衣服，阿南引刀自杀，身扑火中。当时是六月二十五日，族人于是每年在这一天燃火把聚会祭吊她，阿南被尊为“阿利帝母”，大理县“本主”，这天称星回节。相传后来南诏火焚五诏主也是这天。